# Bug Juice: Aventurile mele în tabără
Bug Juice: Aventurile mele în tabără este un docuserial american care a avut premiera pe Disney Channel pe 16 iulie 2018.
În România serialul a avut premiera pe 17 iunie 2019 pe Disney Channel.

## Dublajul în limba română
Dublajul a fost realizat de studiourile Ager Film:
- Andrei Velicu - voci masculine
- Mădălina Ghițescu - voci feminine